# Ионов, Амфилогий Павлович
Амфилогий (Анфилогий) Павлович Ионов (? — не ранее 1982) — советский химик, разработчик горючих веществ для «коктейлей Молотова» и огнемётов, лауреат Сталинской премии 1952 года.

## Биография
С 1930-х гг. начальник лаборатории вязких огнесмесей НИИ № 6 НК боеприпасов (до 30.12.1936 Военно-химический НИИ), неофициальное название «Московский пороховой институт».
В 1938 году при содействии химиков В. В. Земскова, Л. Ф. Шевелкина и А. В. Ясницкой разработал сгущенный керосин КС. В 1938—1939 гг. разработал технологию промышленного производства порошкообразного загустителя ОП-2, который после начала войны использовался для загущения смеси авиационного бензина, керосина, лигроина для «коктейлей Молотова».
Разработал вязкие огнесмеси для снаряжения фугасных огнемётов ФОГ-1 и ФОГ-2 и 120-мм зажигательных мин БНП. Этот советский напалм хорошо прилипал к металлическим поверхностям, температура горения достигала 700—800 градусов Цельсия.
С ноября 1941 по 1943 год в эвакуации в Чебоксарах (завод № 320). Награждён орденом «Знак Почёта» (17.02.1942).
Лауреат Сталинской премии 1952 года — за работу в области техники.
В 1969 году НИИ-6 был преобразован в Центральный научно-исследовательский институт химии и механики — Центральный НИИ отрасли боеприпасов и спецхимии.
Упоминается в 1982 как заявитель на патент на изобретение.